# Apiocephalus punctipennis
Apiocephalus punctipennis là một loài bọ cánh cứng trong họ Cerambycidae.